# 大箇野村
大箇野村（おおがのむら）は群馬県の南東部、邑楽郡に属していた村。

## 地理
- 河川：利根川、谷田川

## 歴史
- 1889年（明治22年）4月1日 町村制施行により、大高島村、下五箇村、飯野村が合併し大箇野村が成立する。
- 1955年（昭和30年）2月1日 西谷田村、海老瀬村、伊奈良村と合併し板倉町となる。

## 名所・旧跡
- 高鳥天満宮